# Утківська селищна рада
Утківська се́лищна ра́да — адміністративно-територіальна одиниця та орган місцевого самоврядування в Харківському районі Харківської області. Адміністративний центр — селище міського типу Утківка.

## Загальні відомості
Утківська селищна рада утворена в 1920 році. 
- Територія ради: 27,62 км²
- Населення ради: 2 031 осіб (станом на 2001 рік)
- Територією ради протікає річка Мжа.

Рішеннями Харківської обласної ради від 25 і 29 березня 2016 року 	відповідно до Закону України "Про добровільне об'єднання територіальних громад" у Харківській області у Харківському районі Мереф'янська міська та Утківська селищна ради об'єдналися у Мереф'янську міську територіальну громаду з адміністративним центром у місті Мерефа включивши до її складу селище міського типу Утківка, села Верхня Озеряна, Кринички, Лелюки, Нижня Озеряна та селище Селекційне.

## Населені пункти
Селищній раді підпорядковані населені пункти:
- смт Утківка
- с. Верхня Озеряна
- с. Кринички
- с. Лелюки
- с. Нижня Озеряна

## Склад ради
Рада складається з 16 депутатів та голови.
- Голова ради: Каляка Ніна Андріївна
- Секретар ради: Рудницька Світлана Володимирівна

### Керівний склад попередніх скликань
| Прізвище, ім'я, по батькові | Основні відомості                                                        | Дата обрання | Дата звільнення |
| --------------------------- | ------------------------------------------------------------------------ | ------------ | --------------- |
| Каляка Ніна Андріївна       | Селищний голова, 1950 року народження, освіта вища, позапартійна         | 26.03.2006   | 31.10.2010      |
| Каляка Ніна Андріївна       | Селищний голова, 1950 року народження, освіта вища, член Партії регіонів | 31.10.2010   |                 |

Примітка: таблиця складена за даними сайту Верховної Ради України

### Депутати
За результатами місцевих виборів 2010 року депутатами ради стали:

#### За суб'єктами висування
| Суб'єкт висування             | Кількість обраних депутатів | %    |
| ----------------------------- | --------------------------- | ---- |
| Партія регіонів               | 11                          | 68,8 |
| Самовисування                 | 3                           | 18,8 |
| Комуністична партія України   | 1                           | 6,3  |
| Політична партія «Фронт Змін» | 1                           | 6,3  |

#### За округами
| № округу                      | Прізвище, ім'я, по батькові      | Дата визнання обраним | Освіта             | Партійна приналежність              | Відомості про обраного депутата                                      |
| ----------------------------- | -------------------------------- | --------------------- | ------------------ | ----------------------------------- | -------------------------------------------------------------------- |
| Комуністична партія України   |                                  |                       |                    |                                     |                                                                      |
| 3                             | Коротецький Сергій Євгенійович   | 05.11.2010            | вища               | позапартійний                       | тимчасово не працює                                                  |
| Партія регіонів               |                                  |                       |                    |                                     |                                                                      |
| 1                             | Зеркальна Тетяна Василівна       | 05.11.2010            | вища               | позапартійна                        | Утківська загальноосвітня школа, вчитель                             |
| 2                             | Зайцева Ольга Миколаївна         | 05.11.2010            | середня            | позапартійна                        | пенсіонер                                                            |
| 4                             | Рудницька Світлана Володимирівна | 05.11.2010            | вища               | позапартійна                        | Утківська селищна рада, секретар ради                                |
| 6                             | Жиліна Світлана Володимирівна    | 05.11.2010            | вища               | позапартійна                        | приватний підприємець                                                |
| 7                             | Помазаний Володимир Вікторович   | 05.11.2010            | вища               | позапартійний                       | Мерефянська ЦРЛ, лікар                                               |
| 8                             | Сідак Ганна Валентинівна         | 05.11.2010            | середня            | позапартійна                        | Утківська медична амбулаторія, молодша медична сестра                |
| 9                             | Коротецька Олена Микалаївна      | 05.11.2010            | середня            | позапартійна                        | пенсіонер                                                            |
| 10                            | Сотніков Андрій Миколайович      | 05.11.2010            | вища               | позапартійний                       | тимчасово не працює                                                  |
| 11                            | Яковенко Антоніна Олександрівна  | 05.11.2010            | середня спеціальна | позапартійна                        | пенсіонер                                                            |
| 12                            | Гуліда Світлана Миколаївна       | 05.11.2010            | середня спеціальна | позапартійна                        | тимчасово не працює                                                  |
| 13                            | Собокар Олександр Віталійович    | 05.11.2010            | середня            | позапартійний                       | М. Харків, робітник                                                  |
| Політична партія «Фронт Змін» |                                  |                       |                    |                                     |                                                                      |
| 5                             | Кофанова Діана Василівна         | 05.11.2010            | вища               | член Політичної партії «Фронт Змін» | Утківська загальноосвітня школа I-III ст., заступник директора школи |
| Самовисування                 |                                  |                       |                    |                                     |                                                                      |
| 14                            | Картавцева Любов Пантелеївна     | 05.11.2010            | середня            | позапартійна                        | пенсіонер                                                            |
| 15                            | Мінаєнко Олександр Євгенович     | 05.11.2010            | середня            | позапартійний                       | тимчасово не працює                                                  |
| 16                            | Мікулін Євгеній Вікторович       | 05.11.2010            | вища               | позапартійний                       | тимчасово не працює                                                  |